# 忍者ライナー

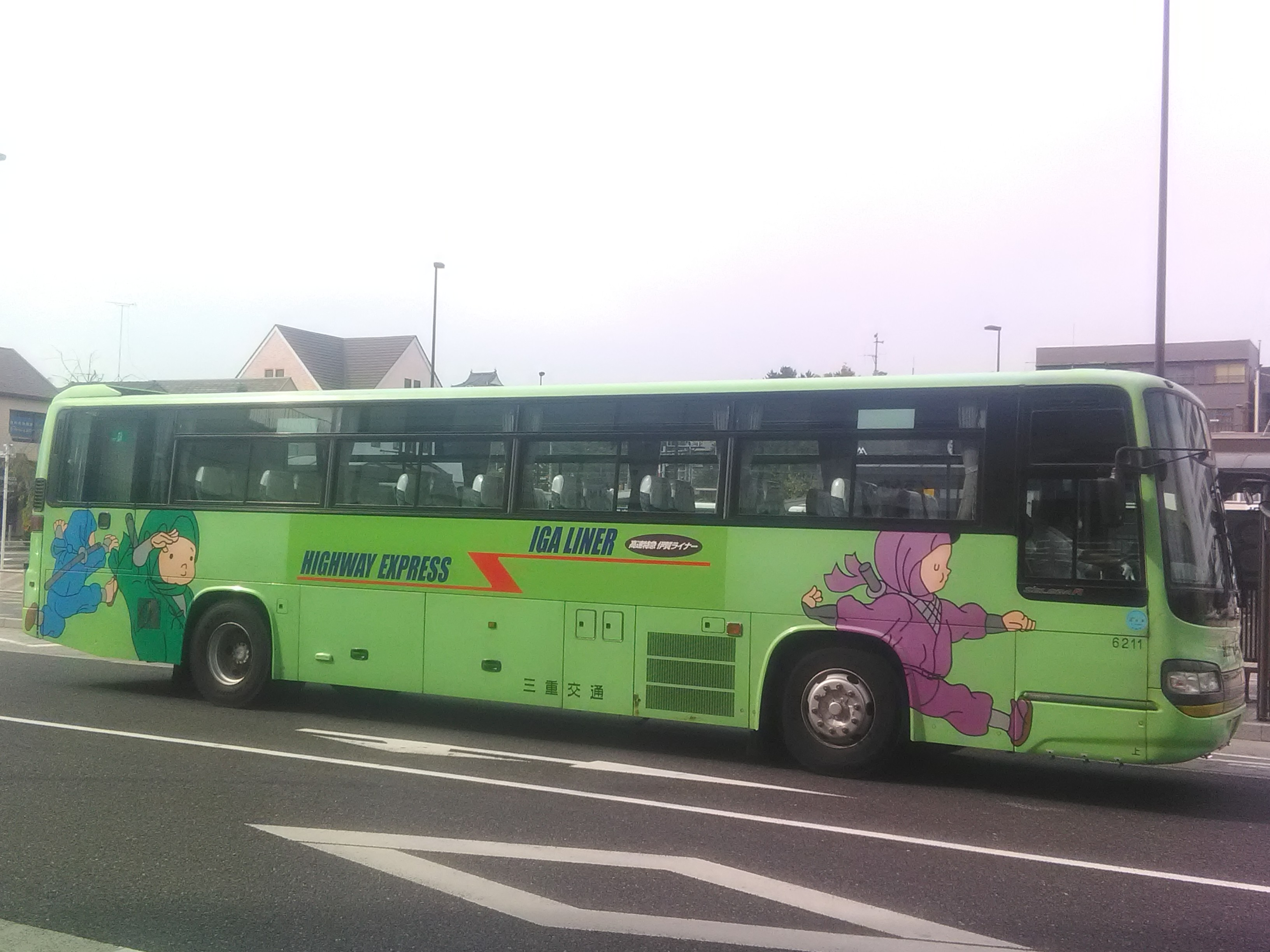
忍者ライナー（2017年10月）

忍者ライナー（にんじゃライナー）は、三重交通の伊賀営業所が運行する高速バス路線の愛称である。かつては大阪方面へ運行する路線にもこの愛称を用いていたが、現在は名古屋方面へ運行する路線のみがこの愛称を用いている。

## 概要
三重県伊賀市と大阪府大阪市を結んでいた伊賀大阪高速線（いがおおさかこうそくせん）及び、愛知県名古屋市を結ぶ名古屋上野高速線（なごやうえのこうそくせん）の愛称である。同線は伊賀忍者ライナー（いがにんじゃライナー）や伊賀ライナー（いがライナー）と表記されることもある。なお、当項では大阪方面の路線（伊賀大阪高速線）と名古屋方面の路線（名古屋上野高速線）に分けて解説する。

## 路線

### 伊賀大阪高速線
三重県伊賀市と大阪府大阪市を結んだ路線。「61系統」として運行していた。

#### 歴史
1960年代から1970年代に近鉄バス（当時は近畿日本鉄道自動車局）が、大阪市内 - 伊賀（旧上野市）間に路線バスを運行していた。後に、大阪阿部野橋駅 - 天理駅間の路線が毎月26日のみの運行で残るのみとなったが、やがて廃止された。
1980年代には名阪国道・西名阪自動車道には夜行高速バスが通るようになったが、後に京都駅などを経由する経路変更で名神高速道路を通るように変更されたため、定期的に名阪国道と西名阪自動車道を通るようになるのは久しぶりのことである。なお、近鉄バスとしては新大阪駅発着の高速路線はこの路線が初めてであった。
近鉄バスとの共同運行化にあたり、同社により「忍者ライナー」の愛称が与えられた。ちなみに、近鉄バスと共同運行していた当時の四日市大阪高速線（路線リニューアル前）は近鉄バスともども愛称名がなかったが、西日本JRバスとの共同運行化で「四日市ライナー」の名称を与えられたが、2014年2月28日をもって近鉄バスが撤退した。
2018年4月以降、土曜・休日とお盆・年末年始に4往復のみが運行されていたが、2022年3月1日より運行を休止した。

##### 年表
- 2005年
  - 4月1日：運行開始[3]。当時は三重交通による単独運行であった[3]。
  - 7月15日：ダイヤ改正を実施。2往復が増発され、1日6往復に。
- 2006年8月10日：2往復が大阪側の予約・発券・運行支援を行っていた近鉄バスの運行となり、共同運行化。
- 2007年6月1日：停留所に針インターと国道山添（共に大阪行の乗車扱いと伊賀行の降車扱いのみ）を新設[4]。
- 2014年3月1日：近鉄バスが撤退し、三重交通の単独運行となる。併せて、1日5往復に減便する[1]。
- 2017年8月1日：停留所に国道大内（大阪行の乗車扱いと伊賀行の降車扱いのみ）を新設。
- 2018年4月1日：土曜・日曜・祝日及び8月13日から15日、12月30日 - 翌年1月4日のみの運行に変更する[5]。
- 2022年3月1日：運行休止[2]。

#### 停車停留所
- 三交上野車庫 - 上野市駅 - 銀座4丁目 - 桑町 - 国道大内 - 国道山添 - 針インター ⇔ 大阪駅東梅田 - 新大阪駅北口

#### 運行経路
- 三重県伊賀市 - 銀座通り - 国道422号 - 上野東IC - 名阪国道 - 天理IC - 西名阪自動車道 - 松原JCT - 阪神高速道路 - 扇町出口（新大阪行）／南森町入口（上野行） - 新御堂筋 - 大阪府大阪市

#### 車両
- 三重交通は伊賀営業所上野車庫所属の日野自動車・セレガR FSである。なお、2005年7月15日のダイヤ改正では2往復が増発され、中部国際空港線用で使われていたいすゞ・ガーラが1台専用車として転用されていた。
- 近鉄バスは布施営業所所属の日野自動車・セレガFDが専用車として使用されていた。
- 都合によりトイレ無し車（newセレガ等）で運行される場合もある。その際は乗客の希望により天理PA等でトイレ休憩を行っていた。

### 名古屋上野高速線
三重県伊賀市と愛知県名古屋市を結ぶ路線。運行開始当初は「61系統」として運行されていたが、関バスセンターを経由するに当たり「62系統」に変更されて現在に至る。

#### 歴史
1988年4月に名鉄バスセンター - 三交上野車庫間を運行する路線として登場した後、2006年12月20日から三交上野車庫 - 三交伊賀車庫間の延長運行を行ったが、その運行は2011年4月1日のダイヤ改正で終了した。以降は運行開始時と同じ区間（名鉄バスセンター - 三交上野車庫間）を運行する昼行高速バスとして運行している。

##### 年表
- 1988年4月：名鉄バスセンター - 三交上野車庫間で運行を開始する。
- 1991年頃：関バスセンター経由に変更する。
- 2006年12月20日：伊賀地区の始発終着を三交伊賀車庫（名張市西田原）に延伸する[6]。
- 2011年4月1日：伊賀地区の始発終着を三交上野車庫に変更（運行区間を短縮）する[7]。

#### 停車停留所
- 三交上野車庫 - 上野市駅 - 銀座4丁目 - 桑町 ⇔ 御代インター森精機前 ⇔ 関バスセンター ⇔ 名古屋駅名鉄バスセンター

#### 運行経路
- 三重県伊賀市 - 銀座通り - 国道422号 - 上野東IC - 名阪国道 - 亀山IC - 東名阪自動車道 - 名古屋西JCT - 名古屋高速道路 - 白川出入口 - 愛知県名古屋市

#### 車両
- 伊賀営業所所属のいすゞ・ガーラで運行されている。なお、同線に使用する車両はトイレ付き4列シート車である[9]。